# Provinciehuis (Belgisch Limburg)

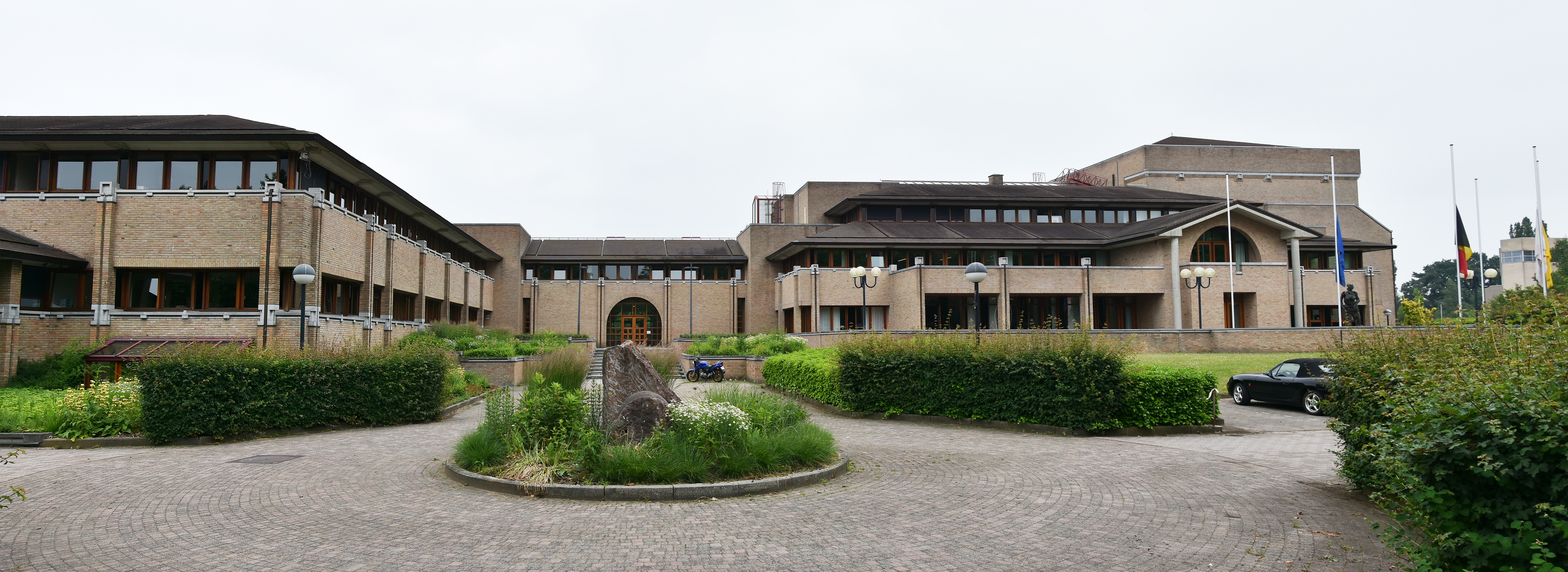
Het Provinciehuis

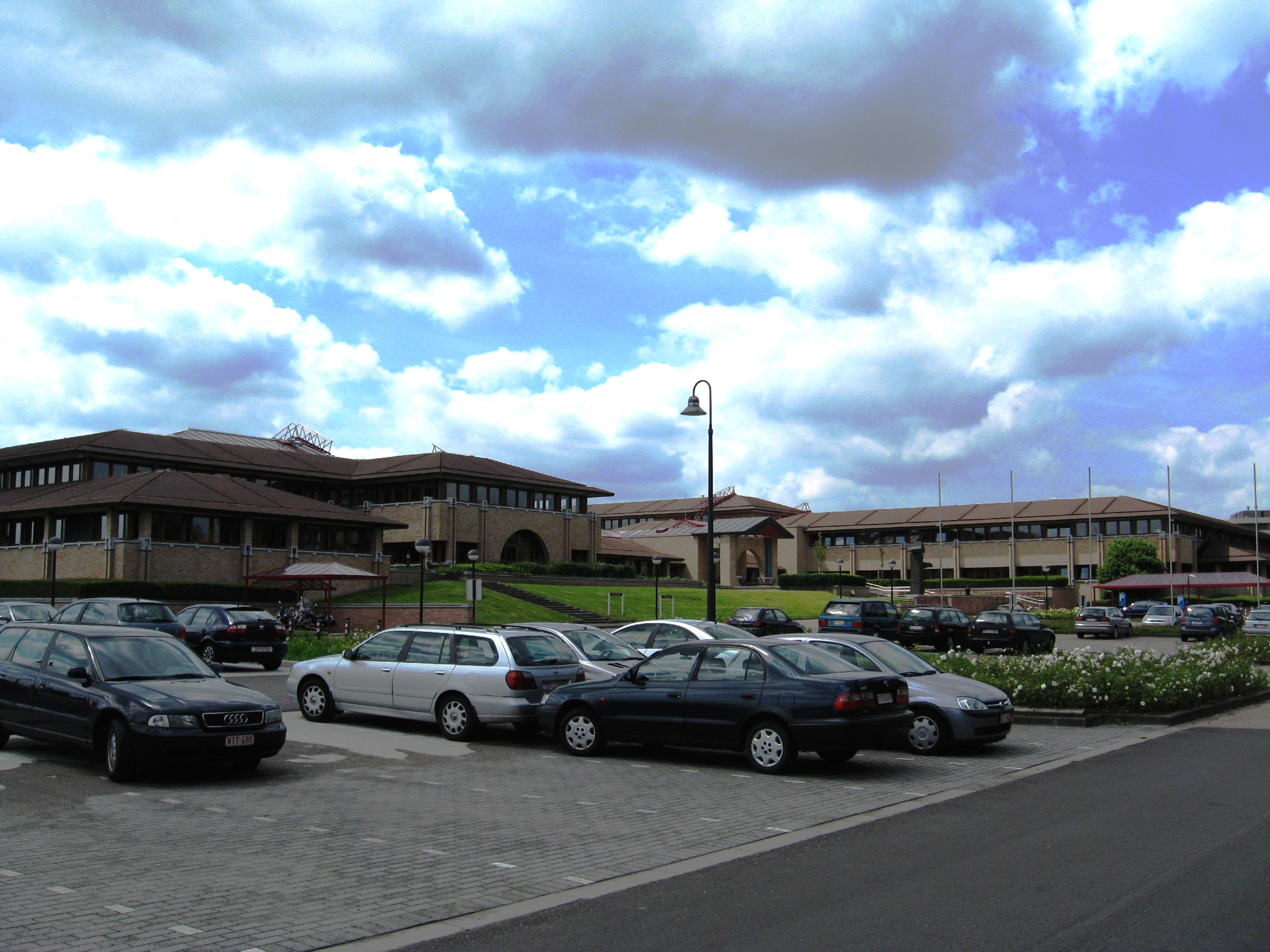
Provinciehuis in Hasselt

Het Provinciehuis van Limburg, ofwel het Provinciaal Administratief Centrum, bevindt zich in de Belgische provinciehoofdstad Hasselt. In het provinciehuis zetelen het bestuur en de medewerkers van de provincie Limburg, waaronder de gouverneur, de gedeputeerden en de provincieraad.

## Beschrijving
Het nieuwe gebouw is opgetrokken in horizontale architectuur met maximaal drie bouwlagen hoog. Door het gebouw loopt een L-vormige hoofdstraat.
Het Provinciehuis bevindt zich aan de Universiteitslaan 1 (N702) en de Gouverneur Verwilghensigel, onderdeel van de Grote Ring van Hasselt (R71). Het gebouw ligt tegenover het Rijksadministratief Centrum, tegenover Park H (Plopsa Indoor en Trixxo Arena) en naast het Kinepolis-complex.

## Geschiedenis
In 1906 werd op de hoek van de Lombaardstraat en de Schrijnwerkersstraat een provinciehuis gebouwd. Dat gebouw is met interieur goed bewaard. Tot de ingebruikname van het Provinciaal Administratief Centrum in 1991 zetelde de Limburgse provincieraad in dit gebouw.
In 1941 kwam aan de Thonissenlaan (Kleine Ring) en Dokter Willemsstraat een provinciehuis gereed, waarbij een deel van het gebouw bekend staat onder de naam Zaal Onder de Toren. Het gebouw kenmerkte zich door drie bovengrondse bouwlagen en een toren.
In 1991 verhuisden de medewerkers van de provincie Limburg van de Thonissenlaan naar het nieuwe Provinciaal Administratief Centrum aan de Universiteitslaan (N702). Sindsdien vinden er eveneens de zittingen van de Limburgse provincieraad plaats. De officiële opening was op 4 juni 1992.
Rond 1985 was de stad Hasselt eigenaar geworden van het pand aan de Thonissenlaan en in 1992 werd het pand in gebruik genomen door de stedelijke diensten, politie en het stedelijk archief.
In 2007-2009 werd op het terrein van het Provinciehuis een nieuw V-vormig gebouw neergezet bestaande uit twee delen van ieder 35 meter hoog met zes verdiepingen en een ondergrondse parking. Het westelijke gebouwdeel werd in gebruik genomen door de provincie, het oostelijke gebouwdeel door het naastgelegen IT-bedrijf Cegeka.